# Peer Hultberg
Peer Hultberg, född  8 november 1935 i Vangede, men uppvuxen i Horsens och Viborg, död 20 december 2007 i Hamburg, Tyskland, var en dansk författare, översättare och psykoanalytiker. 
Hultberg läste slavisk filologi vid Köpenhamns universitet. Senare studier i Polen och Jugoslavien. 1963 tog han sin doktorsgrad vid University of London. Hultberg disputerade om den polske författaren Wacław Berents litterära stil 1967. 1963-1968 var han lektor i Polska språket och litteraturen i London. Därefter i Köpenhamn fram till 1973 då han började studera vid C.G. Junginstitutet i Zürich där han tog examen 1987. Han levde och arbetade därefter som psykoanalytiker i Hamburg. 
Hultberg debuterade 1966 med romanen Mytologisk landskab med Daphnes forvandling. Centralt i författarskapet står, förutom romanen Præludier (1990) (om Chopin), de förtätade historierna i verken Requiem (1985) och Byen og Verden (1992).